# 真珠雲母
真珠雲母またはマーガライト(Margarite)は、カルシウムの豊富な雲母グループの鉱物で、化学式CaAl2(Al2Si2)O10(OH)2のフィロケイ酸塩鉱物である。白色からピンクまたは黄色がかった灰色の塊状または薄層状になる。単斜晶系の結晶となり、比重は約3、モース硬度は4である。半透明で、双晶となる。層間陽イオンにおいて二価イオンが卓越し、ケイ素がアルミニウムに置換した脆雲母グループのため、劈開片は弾性を持たず砕けるのが特徴。
真珠光沢を有することから、フリードリッヒ・モースにより"pearl-mica"と命名され、その後ヨハン・ネポムク・フォン・フックスによりギリシャ語の「真珠」にちなみ再命名された。
コランダム、紅柱石、その他のアルミニウムを含む鉱物の変質鉱物として一般的に生成する。白雲母やソーダ雲母とともに空晶石の仮晶を形成していると報告されている。
トルコやエーゲ海諸島の金剛砂鉱床で見つかる他、アメリカ合衆国のいくつかの場所ではコランダムとともに見られる。